# Telefoongids

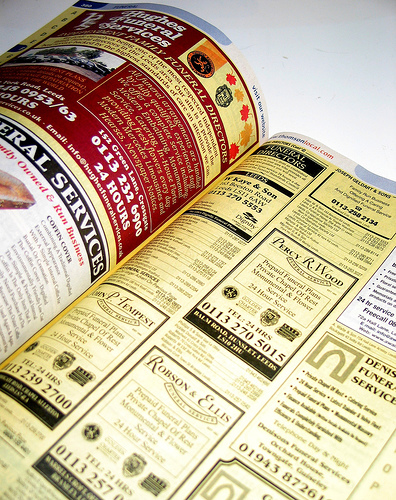
Geopende telefoongids

Een telefoongids of telefoonboek is een grote verzameling telefoonnummers gerangschikt op woonplaats en naam. Vaak bevat een individuele vermelding eveneens adresgegevens, mobiele- en fax-nummers, e-mailadressen en bedrijfsinformatie. Bedrijven worden daarnaast soms ook afgedrukt op basis van bedrijfscategorieën. Oorspronkelijk werden dergelijke verzamelingen in boekvorm uitgegeven. Sinds deze informatie ook via internet te raadplegen is zijn het gebruik en de oplages van de papieren versies echter afgenomen.

## Nederland
In Nederland werd in 1881 de eerste telefoongids uitgegeven, vijf jaar nadat Alexander Graham Bell patent aangevraagd had op de eerste werkende telefoon. In die eerste gids stonden 49 nummers. Deze eerste telefoongidsen werd niet verspreid, maar waren in te zien in bij de telefooncentrale en postkantoor.

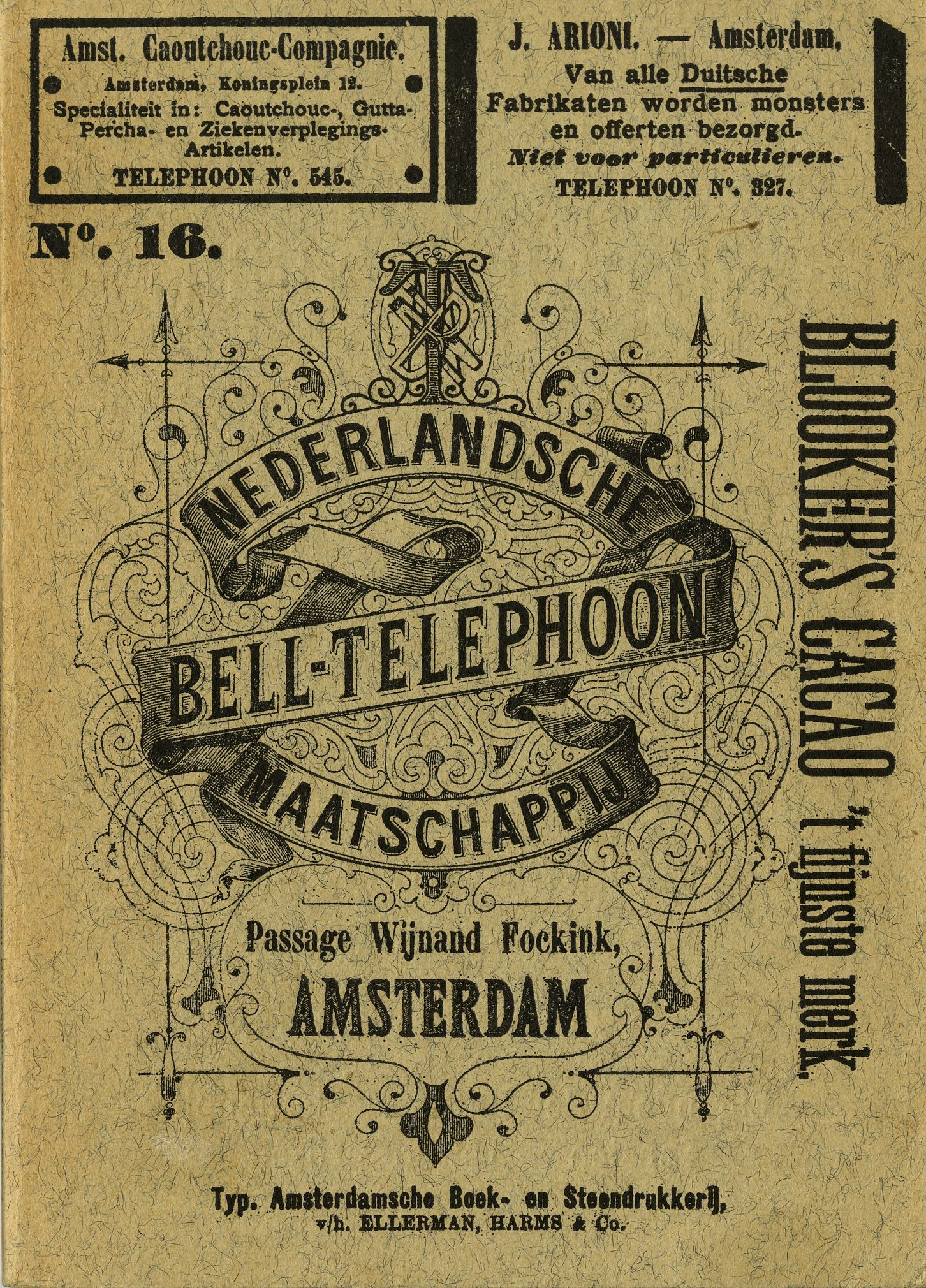
Voorkant van de telefoongids van de Nederlandsche Bell Telephoon Maatschappij (NBTM) uit 1891

Vanaf 1983 werd de telefoongids huis aan huis verspreid, ongeacht of daar wel of geen telefoonaansluiting was. Vanaf datzelfde jaar werd het aantal gidsen ook uitgebreid van 24 naar 51.
Sinds enige jaren was de telefoongids gecomprimeerd in uitgebreide regiodelen. Voor die tijd was er een hele serie boeken, geheel op alfabet, die in elk postkantoor konden worden geraadpleegd en in het bezit waren van grote organisaties. Gewone abonnees hadden alleen het deel van de regio waar zij woonden. Ook de serie zelf was op alfabet: de reeks begon bij Aadorp (O) en eindigde bij Zijtaart (N-B). Dit was in 1984 voor de redactie van het Noordhollands Dagblad de aanleiding om een serie artikelen te publiceren over de betreffende steden, dorpen en buurtschappen die "op de rug van het telefoonboek" stonden vermeld. Men ging dan naar bijvoorbeeld Aadorp toe en maakte een impressie, met enkele foto's.
In 1993 kwam de eerste telefoongids op cd-rom uit. Vanaf 1996 werd de gids ook online raadpleegbaar.
In 1994 ging KPN de samenwerking aan met het Zweedse TeleMedia - onderdeel van het Zweedse postbedrijf Telia - om advertenties en bedrijfsgegevens te plaatsen in de telefoongids, de zogenaamde roze pagina's. In 1999 nam KPN TeleMedia Nederland over van Telia en hernoemde het in Telefoongids Media BV.
De Telefoongids BV is in het voorjaar van 2003 ontstaan door de verkoop van Telefoongids Media BV aan investeerders i3 en VSS die het vervolgens onderbrachten in Yellow Brick Road. In 2005 verkopen zij het weer door aan European Directories. Deze nam in 2008 branchegenoot Gouden Gids van Truvo Nederland over. Sinds mei 2009 komt de samengevoegde gids uit onder de naam 'De Telefoongids & Gouden Gids'.
European Directories kwam in zwaar weer en werd in 2012 verkocht aan het Finse Triton. De Telefoongids BV moest reorganiseren en ging verder onder de naam DTG. 
De Telefoongids & Gouden Gids werd uitgegeven in 45 delen, voor evenzoveel gidsgebied. De plaatselijke gids werd gratis bezorgd. Men kan opgeven hem niet te willen of ondanks een neesticker toch te willen.
Begin 2018 maakte uitgever DTG bekend te stoppen met het uitgeven van de papieren versie van de gidsen. De laatste gidsen werden in het najaar van 2018 in de regio Enschede bezorgd. Sinds begin 2019 is de gids enkel online te raadplegen. In 2020 ging DTG verder onder de naam Youvia. Een conflict tussen Youvia en Holland Media/Telefoongids.com over het gebruik van de handelsnaam- en merkrecht van 'De Telefoongids' werd in 2021 voor de rechter gebracht. Holland Media/Telefoongids.com zou ondernemers, waaronder klanten van Youvia’s 'De Telefoongids', hebben misleid door tijdens verkoopgesprekken de indruk te wekken dat deze te maken hadden met 'De Telefoongids'. In kort geding werd Youvia volledig in het gelijk gesteld.
Op 14 maart 2022 werd bekend dat het Estse FCR Media, eveneens eigenaar van de Belgische Gouden Gids, Youvia heeft overgenomen van European Directories. 

## België
Telefoongidsen waren in België ter beschikking sinds 1884. Later werden ze uitgegeven door de Regie van Telegrafie en Telefonie (R.T.T.) en Belgacom. In 1968 verwierf I.T.T.-Promedia de concessie voor het uitgeven van de telefoongids. Hun Gouden Gids verscheen in 1969, eerst in Antwerpen en Luik. Een jaar later was deze cyclus rond en ontving elke telefoonabonnee zijn Gouden Gids en Witte Gids.
Een conflict tussen Belgacom en Promedia, bekend als de Belgische telefoongidsenoorlog leidde ertoe dat de abonnees tussen 1995 en 1998 vier telefoongidsen ontvingen: een gouden en een witte gids van Belgacom én een gouden en een witte gids van I.T.T. Na het oplossen van dit conflict ging Promedia, sinds 2007 Truvo, verder met de uitgave en distributie van beide gidsen. In 2006 verschenen ze voor het eerst online. De automatische verspreiding van de papieren versie werd in 2010 stopgezet. Toch bleef de oplage nog rond het miljoen. In 2016 werd Truvo overgenomen door het Estse FCR Media. In 2020 kwam een einde aan de productie van papieren telefoonboeken voor België. De online telefoongids werd stopgezet op 31 december 2022.